# NGC 5424
NGC 5424 је лентикуларна галаксија у сазвежђу Волар која се налази на NGC листи објеката дубоког неба.
Деклинација објекта је + 9° 25' 16" а ректасцензија 14h 2m 55,7s. Привидна величина (магнитуда) објекта NGC 5424 износи 13,0 а фотографска магнитуда 14,0. Налази се на удаљености од 83,826 милиона парсека од Сунца. NGC 5424 је још познат и под ознакама UGC 8956, MCG 2-36-19, CGCG 74-63, PGC 50035.